# Abbaye de Tautra
L'abbaye de Tautra (Mariakloster) est une abbaye cistercienne en activité située sur l'île de Tautra dans le centre de la Norvège dans le fjord de Trondheim.
Fondée en 1207, elle est fermée en 1537 à l'époque de la Réforme. Quatre siècles et demi plus tard, en 1999, elle est actuellement habitée par une communauté de cisterciennes-trappistines.

## Première fondation

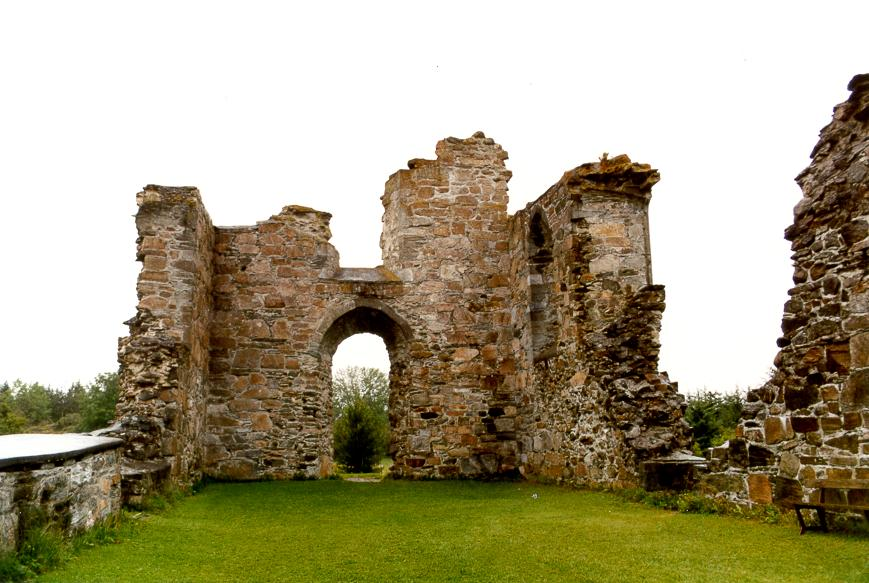
Ruines de l'église côté ouest.

L'abbaye a été fondée en 1207 par des moines venus de l'abbaye de Lyse (près de Bergen). L'abbaye de Munkeby (en) qui était à l'origine plus importante se transféra peu à peu à Tautra, devenant une grange cistercienne. Sainte-Marie de Tautra s'agrandit et devient de plus en plus prospère, jusqu'à la Réforme protestante qui l'anéantit au XVIe siècle. Les ruines de l'église sont encore visibles aujourd'hui. Elles mesurent 36,5 mètres de longueur pour 13,5 mètres de largeur.

## Seconde fondation

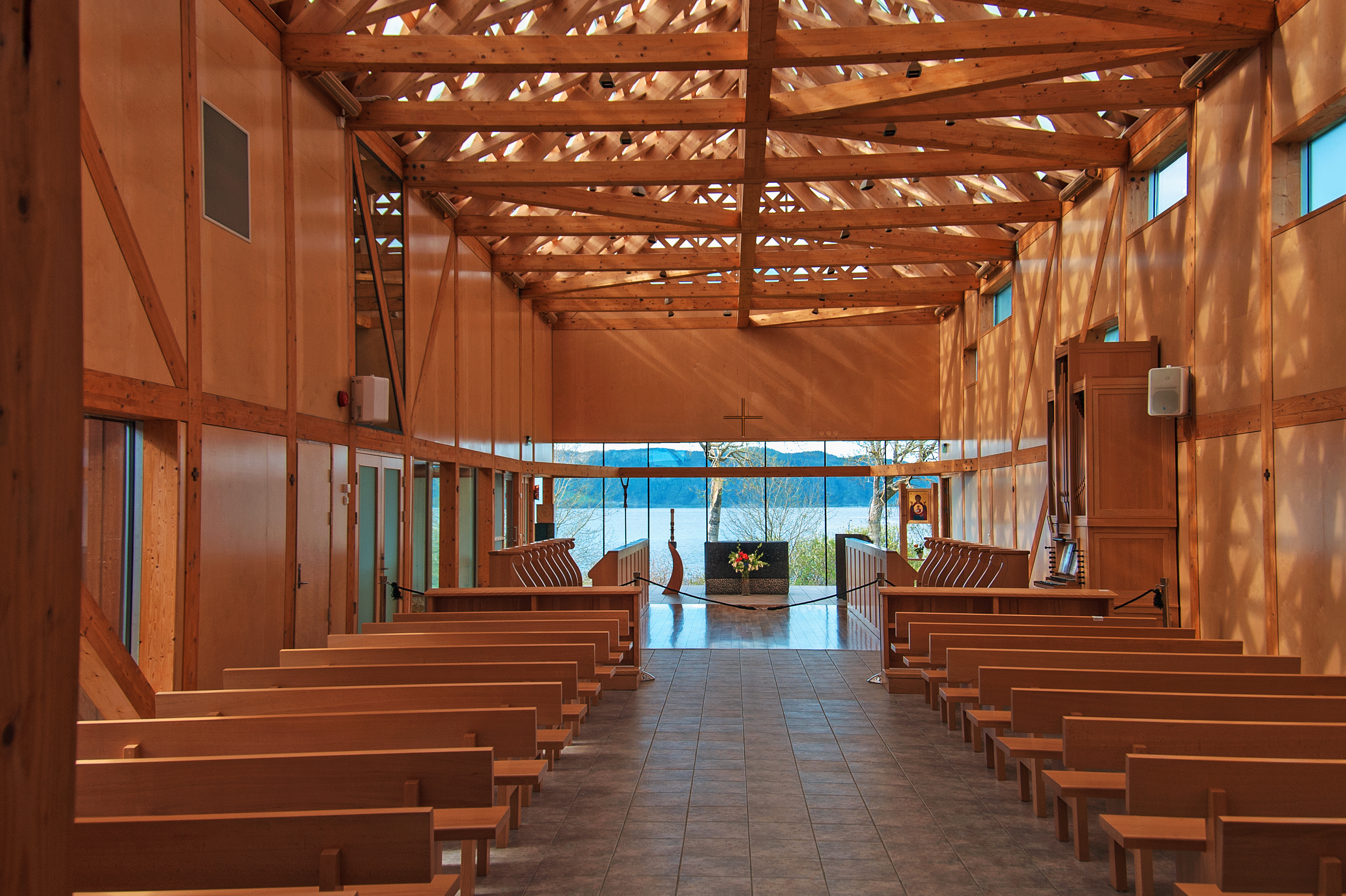
L'église du nouveau prieuré, le fjord de Trondheim au fond.

Cinq trappistines américaines de l'abbaye Notre-Dame du Mississippi et deux trappistines norvégiennes sont venues refonder à proximité des ruines un petit prieuré en 1999. La reine Sonja de Norvège est venue poser la première pierre d'un nouveau bâtiment monastique des trappistines de Tautra en 2003. Leur prieuré est devenu autonome en mars 2006.
Le nouveau prieuré avec un cloître aux baies vitrées ouvertes sur le fjord et une nouvelle église ont été consacrés par l'évêque de Trondheim. Son architecture moderne de pierre de basalte se marie avec la beauté de la nature environnante.
Les Sœurs vivent entre prière, étude et travail. Elle vivent de la fabrication de savon biologique.